# 텍사스 심장박동 법안
텍사스 심장박동 법안(영어: Texas Heartbeat Act)은 텍사스주의 국회에서 통과된 법안으로 '상원 법안 8' 과 '하원 법안 1515'로 2021년 3월 11일에 표결되어, 같은 해 5월 19일에 통과되었으면 효력은 같은 해 9월 1일 시행되었다.
이 법안은 미국 역사상 최초의 6주동안의 낙태금지 법안으로 낙태를 시행하는 개인에게 1만불의 벌금까지 고소할 수 있다는 내용을 갖고 있다.

## 법안의 중요성
이 법안 미국 최초의 초기 6주간 안의 낙태를 금지하는 법안이며 가장 짧은 기간을 명시하고 있다.  텍사스주에서는 약 85퍼센트의 낙태가 임신한 지 6주 이후에 발생하고 있다.
이에 대하여 진보 성향의 연방 대법관인 소니아 소토마요르는 '이 법안은 법원의 제정적 안건으로 비정상적일 뿐만 아니라, 전례가 없다'라고 말했다.
이 법안은 약 6주 이후의 낙태를 금지할 뿐 아니라, 대부분의 사람들에게 금지사항을 강압적으로 의무화 하도록 되어 있다.  2021 9월 9일에, 미국 법무부는 텍사스주를 텍사스 서부지부에 고소하였으며 이 법안이 반헌법적이며 금지명령 구제라고 명시하였다.